# Ammophila heydeni
Ammophila heydeni är en biart som beskrevs av Anders Gustav Dahlbom 1845. Ammophila heydeni ingår i släktet Ammophila och familjen grävsteklar.

## Underarter
Arten delas in i följande underarter:
- A. h. heydeni
- A. h. rubra
- A. h. rubriventris

## Bildgalleri

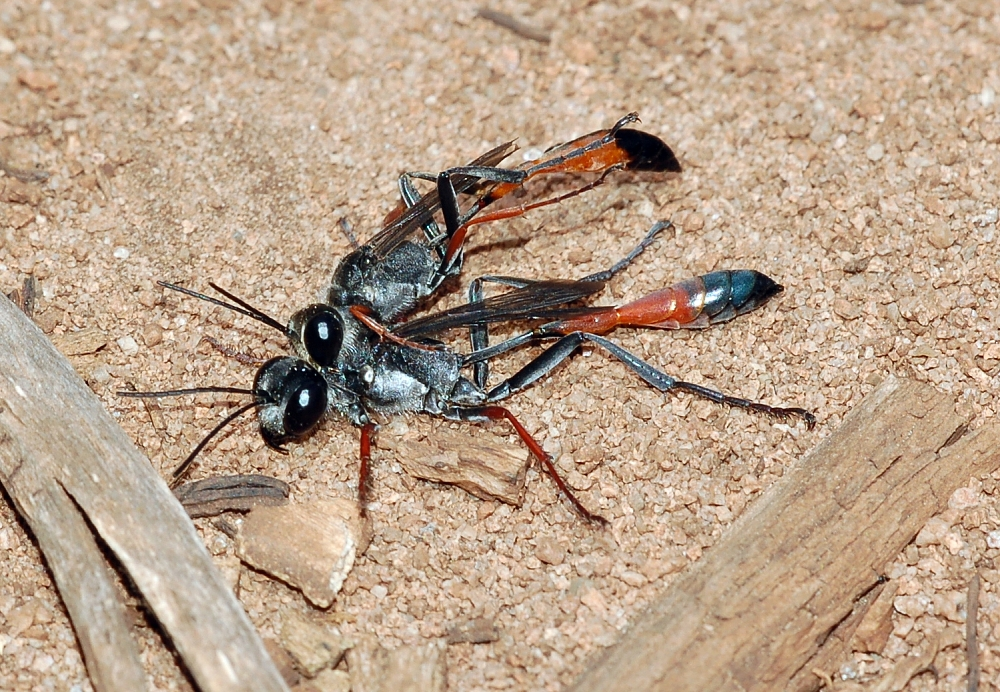